# کروزر (موتورسیکلت)

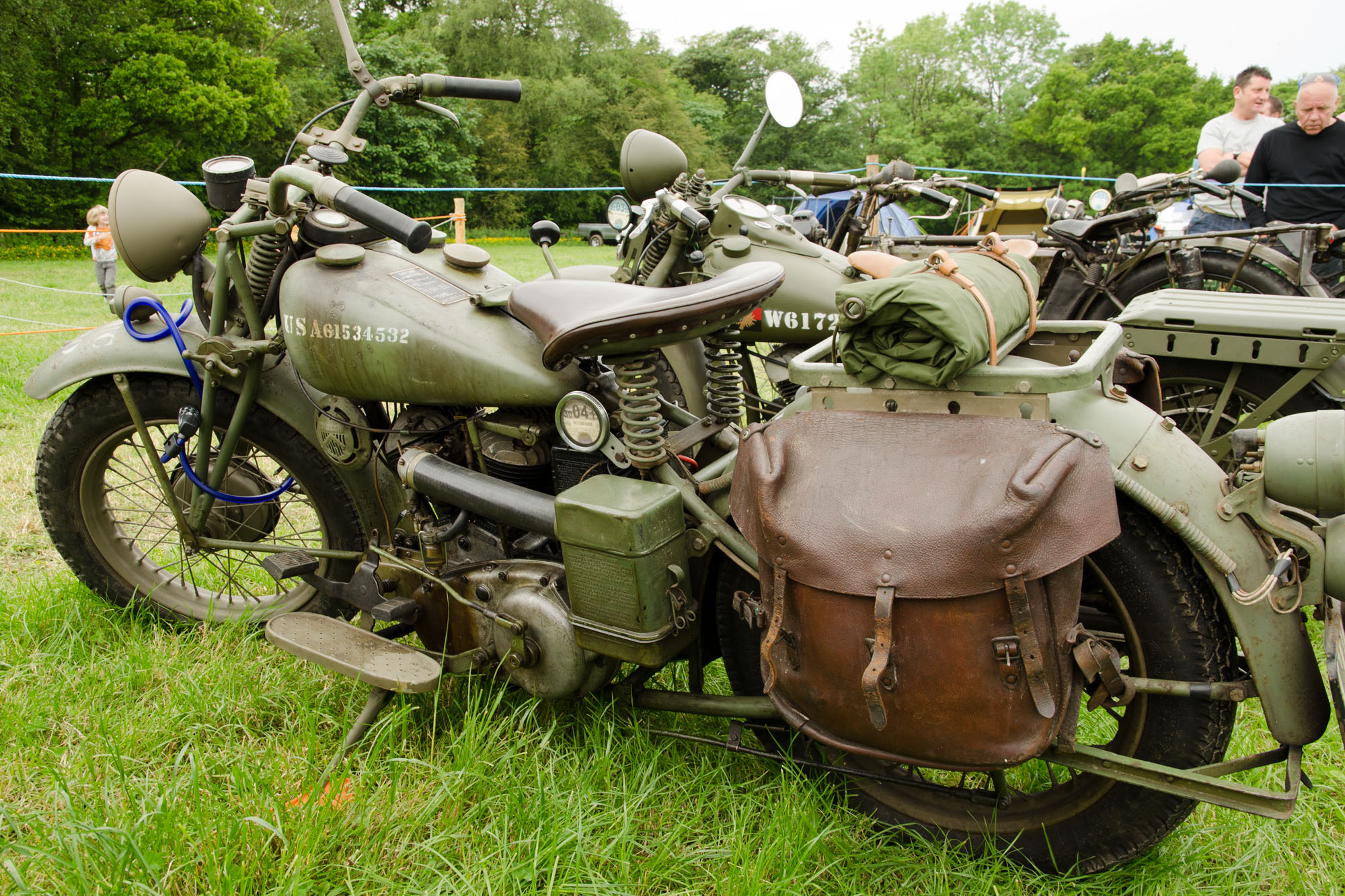
ایندین موتور اسکات ۷۴۱بی

موتورسیکلت کروزر نوعی موتورسیکلت است که خاستگاه طراحی آن ایالات متحده آمریکا است. اولین کروزرها در دهه ۱۹۳۰ میلادی به بازار معرفی شدند، از جمله آنهایی که توسط کمپانی‌هایی نظیر هارلی دیویدسون، ایندین موتور، اکسلسیور و هندرسون ساخته شده‌اند. در اواسط دهه ۱۹۸۰ میلادی، کمپانی‌های ژاپنی و آلمانی همچون ب‌ام‌و موتوراد، سوزوکی، یاماها موتور و هوندا اقدام به طراحی و توسعه موتورهای کروزر نمودند که موجب گسترش بازار این سبک از موتورها در سطح جهانی شد.